# Merremia dichotoma
Merremia dichotoma är en vindeväxtart som beskrevs av V. Ooststr. Merremia dichotoma ingår i släktet Merremia och familjen vindeväxter. Inga underarter finns listade i Catalogue of Life.